# Carrega Ligure
Carrega Ligure är en ort och kommun i provinsen Alessandria i regionen Piemonte i Italien. Kommunen hade 85 invånare (2018).